# Mixed Reality

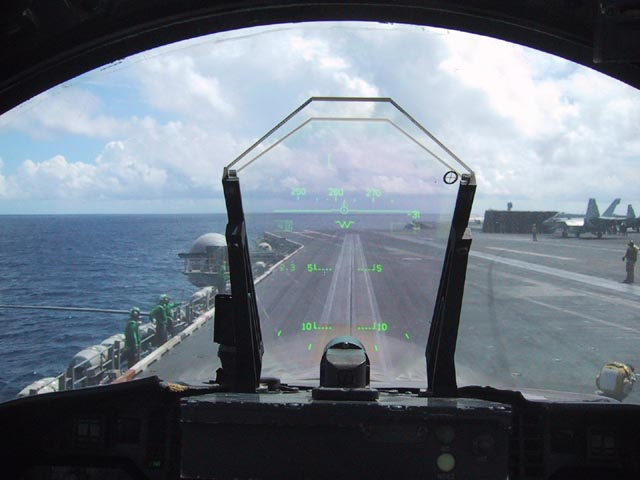
Head-Up-Display einer F/A-18C

Unter Mixed Reality (MR), Vermischte Realität oder Gemischte Realität werden Umgebungen oder Systeme zusammengefasst, die die natürliche Wahrnehmung eines Nutzers mit einer künstlichen (computererzeugten) Wahrnehmung vermischen. Neben der hauptsächlich computererzeugten virtuellen Realität sind dies insbesondere Systeme der erweiterten Realität und der erweiterten Virtualität.
Mixed Reality ist Teilbestand des übergeordneten Sammelbegriffs Extended Reality (XR), welcher noch weitere immersive Medien mit hohem Grad an Immersion (Augmented Reality und Virtual Reality) unter sich vereint.

## Abgrenzung des Begriffs

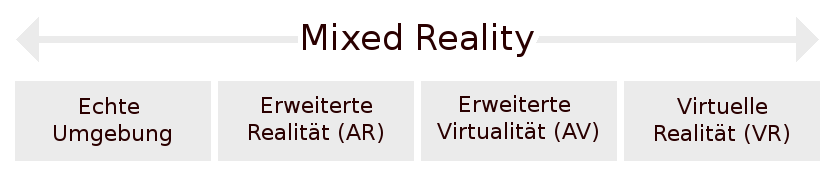
Darstellung des Realitäts-Virtualitäts-Kontinuums

Mixed Reality (MR) umfasst das gesamte „Realitäts-Virtualitäts-Kontinuum“ mit Ausnahme von nur Realität und nur Virtualität: Zwischen den beiden Extremen nur Realität und nur Virtualität gibt es stufenlos Zwischenstadien, die beide vermischen. Insbesondere sind damit Erweiterte Realität (AR) und Erweiterte Virtualität (AV) spezielle Ausprägungen des Prinzips mixed reality. Am besten veranschaulicht man sich diese abstrakten Begriffe an konkreten Beispielen:
- Reine Realität nimmt ein Mensch wahr, der zum Einkaufen in den Supermarkt geht.
- Erweiterte Realität (augmented reality, AR) ist darstellbar durch z. B. Brillengläser, auf deren Innenseite ein Computer den Einkaufszettel des Benutzers projiziert; beispielsweise so, dass beim Benutzer der Eindruck entsteht, der Einkaufszettel sei an die Wand des Supermarktes angeschrieben. Die Wirklichkeit wird hier um virtuelle Informationen angereichert.
- Erweiterte Virtualität (augmented virtuality, AV) bezieht sich auf Anwendungen, welche über eine VR-Brille/ein HMD erlebt werden und die z. B. den Ton einer Türsprechanlage auf die Kopfhörer überträgt, wenn es an der Tür klingelt. Die Virtualität wird hier um reale Informationen angereichert.
- Virtuelle Realität (virtual reality, VR) bezieht sich auf Anwendungen, welche über eine VR-Brille/ein HMD erlebt werden und rein virtuell existieren.

Der Begriff mixed reality wird nicht nur in rein technischen Zusammenhängen gebraucht, sondern findet auch in philosophischen, künstlerischen und psychologischen Gebieten Anwendung. Als Beispiele seien hier Medienkommunikation, Medienpädagogik, Medienkunst und Mediendesign genannt.